# Фатигауху
Фатигауху је ненасељено острвце у саставу атола Нукунону у оквиру острвске територије Токелау у јужном делу Тихог океана. Налази се у јужном делу атола, између острваца На Хапити и Те Афуа. Прекривено је тропским растињем.